# Чехия на летних Олимпийских играх 2012
Чехия на летних Олимпийских играх 2012 была представлена в девятнадцати видах спорта.

## Награды

### Золото
| Золото |                    |                                          |
| №      | Спортсмены         | Вид спорта (дисциплина)                  |
| 1      | Мирослава Кнапкова | Академическая гребля (женщины, одиночки) |
| 2      | Барбора Шпотакова  | Лёгкая атлетика (женщины, метание копья) |
| 3      | Давид Свобода      | Современное пятиборье (мужчины)          |
| 4      | Ярослав Кулхави    | Велоспорт (мужчины, маунтинбайк)         |

### Серебро
| Серебро |                                   |                                             |
| №       | Спортсмены                        | Вид спорта (дисциплина)                     |
| 1       | Вавржинец Градилек                | Гребной слалом (мужчины, байдарки-одиночки) |
| 2       | Ондржей Сынек                     | Академическая гребля (мужчины, одиночки)    |
| 3       | Андреа Главачкова Луция Градецкая | Теннис (женский парный турнир)              |

### Бронза
| Бронза |                                                   |                                                                       |
| 1      | Адела Сикорова                                    | Стрельба (женщины, винтовка с трёх позиций, 50 метров)                |
| 2      | Зузана Гейнова                                    | Лёгкая атлетика (женщины, бег на 400 метров с барьерами)              |
| 3      | Даниэль Гавел Лукаш Трефил Йозеф Достал Ян Штерба | Гребля на байдарках и каноэ (мужчины, байдарки-четвёрки, 1000 метров) |

## Результаты соревнований

### Академическая гребля
В следующий раунд из каждого заезда проходили несколько лучших экипажей (в зависимости от дисциплины). В утешительный заезд попадали спортсмены, выбывшие в предварительном раунде. В финал A выходили 6 сильнейших экипажей, остальные разыгрывали места в утешительных финалах B-F.
Мужчины
| Соревнование         | Спортсмены                                               | Предварительный заезд | Предварительный заезд | Предварительный заезд | Отборочный заезд | Отборочный заезд | Отборочный заезд | Четвертьфинал | Четвертьфинал | Четвертьфинал | Полуфинал     | Полуфинал     | Полуфинал     | Финал   | Финал   | Итоговое место |
| Соревнование         | Спортсмены                                               | Заезд                 | Время                 | Место                 | Заезд            | Время            | Место            | Заезд         | Время         | Место         | Заезд         | Время         | Место         | Время   | Место   | Итоговое место |
| -------------------- | -------------------------------------------------------- | --------------------- | --------------------- | --------------------- | ---------------- | ---------------- | ---------------- | ------------- | ------------- | ------------- | ------------- | ------------- | ------------- | ------- | ------- | -------------- |
| одиночки             | Ондржей Сынек                                            | 6                     | 6:53,23               | 1 Q                   | Не участвовал    | Не участвовал    | Не участвовал    | 4             | 6:53,32       | 1 Q           | Полуфинал A/B | Полуфинал A/B | Полуфинал A/B | Финал A | Финал A | 2              |
| одиночки             | Ондржей Сынек                                            | 6                     | 6:53,23               | 1 Q                   | Не участвовал    | Не участвовал    | Не участвовал    | 4             | 6:53,32       | 1 Q           | 2             | 7:16,58       | 1 Q           | 6:59,37 | 2       | 2              |
| Четвёрки, лёгкий вес | Мирослав Враштил Иржи Копач Ян Ветешник Ондржей Ветешник |                       |                       |                       |                  |                  |                  |               |               |               |               |               |               |         |         |                |
| Четвёрки             | Матиаш Кланг Милан Брунцвик Якуб Подразил Михал Хорват   |                       |                       |                       |                  |                  |                  |               |               |               |               |               |               |         |         |                |

Женщины
| Соревнование  | Спортсмены                    | Отборочная гонка | Отборочная гонка | Четвертьфинал/ Дополнительная гонка | Четвертьфинал/ Дополнительная гонка | Полуфинал | Полуфинал | Финал | Финал |
| Соревнование  | Спортсмены                    | Время            | Место            | Время                               | Место                               | Время     | Место     | Время | Место |
| ------------- | ----------------------------- | ---------------- | ---------------- | ----------------------------------- | ----------------------------------- | --------- | --------- | ----- | ----- |
| Одиночки      | Мирослава Кнапкова            |                  |                  |                                     |                                     |           |           |       |       |
| Парные двойки | Йитка Антошова Ленка Антошова |                  |                  |                                     |                                     |           |           |       |       |

### Бадминтон
Спортсменов — 2
Мужчины
| Соревнование     | Спортсмены  | Групповой этап | Групповой этап | Групповой этап | 1/8 финала    | 1/4 финала    | 1/2 финала    | Финал         | Финал |
| Соревнование     | Спортсмены  | 1 матч         | 2 матч         | 3 матч         | 1/8 финала    | 1/4 финала    | 1/2 финала    | Финал         | Финал |
| Соревнование     | Спортсмены  | Соперник Счёт  | Соперник Счёт  | Соперник Счёт  | Соперник Счёт | Соперник Счёт | Соперник Счёт | Соперник Счёт | Место |
| ---------------- | ----------- | -------------- | -------------- | -------------- | ------------- | ------------- | ------------- | ------------- | ----- |
| Одиночный разряд | Петр Коукал |                |                |                |               |               |               |               |       |

Женщины
| Соревнование     | Спортсмены         | Групповой этап | Групповой этап | Групповой этап | 1/8 финала    | 1/4 финала    | 1/2 финала    | Финал         | Финал |
| Соревнование     | Спортсмены         | 1 матч         | 2 матч         | 3 матч         | 1/8 финала    | 1/4 финала    | 1/2 финала    | Финал         | Финал |
| Соревнование     | Спортсмены         | Соперник Счёт  | Соперник Счёт  | Соперник Счёт  | Соперник Счёт | Соперник Счёт | Соперник Счёт | Соперник Счёт | Место |
| ---------------- | ------------------ | -------------- | -------------- | -------------- | ------------- | ------------- | ------------- | ------------- | ----- |
| Одиночный разряд | Кристина Гавнгольт |                |                |                |               |               |               |               |       |

### Баскетбол
Спортсменов — 12

#### Женщины
Состав команды
| Женская сборная Чехии по баскетболу | Женская сборная Чехии по баскетболу | Женская сборная Чехии по баскетболу | Женская сборная Чехии по баскетболу | Женская сборная Чехии по баскетболу | Женская сборная Чехии по баскетболу | Женская сборная Чехии по баскетболу | Женская сборная Чехии по баскетболу | Женская сборная Чехии по баскетболу |
| №                                   | Имя                                 | Возраст и дата рождения             | Рост                                | Клуб                                | Игры                                | Очки                                | Подборы                             | Передачи                            |
| ----------------------------------- | ----------------------------------- | ----------------------------------- | ----------------------------------- | ----------------------------------- | ----------------------------------- | ----------------------------------- | ----------------------------------- | ----------------------------------- |
|                                     | Ленка Бартакова                     | 17 мая 1991 (21 год)                | 1,75 м                              | ВС Прага                            |                                     |                                     |                                     |                                     |
|                                     | Катержина Бартонова                 | 17 января 1990 (22 года)            | 1,73 м                              | ВС Прага                            |                                     |                                     |                                     |                                     |
|                                     | Илона Бургрова                      | 15 марта 1984 (28 лет)              | 1,96 м                              | УСК Прага                           |                                     |                                     |                                     |                                     |
|                                     | Яна Весела                          | 31 декабря 1983 (28 лет)            | 1,93 м                              | Рос Касарес                         |                                     |                                     |                                     |                                     |
|                                     | Эва Витечкова                       | 13 марта 1989 (23 года)             | 1,90 м                              | УСК Прага                           |                                     |                                     |                                     |                                     |
|                                     | Алена Ганушова                      | 29 мая 1991 (21 год)                | 1,89 м                              | Фриско Сика                         |                                     |                                     |                                     |                                     |
|                                     | Гана Горакова                       | 11 сентября 1979 (32 года)          | 1,82 м                              | УГМК                                |                                     |                                     |                                     |                                     |
|                                     | Катержина Зогнова                   | 7 ноября 1984 (27 лет)              | 1,79 м                              | Мондевиль                           |                                     |                                     |                                     |                                     |
|                                     | Михаэла Зрустова                    | 4 апреля 1987 (25 лет)              | 1,84 м                              | УСК Прага                           |                                     |                                     |                                     |                                     |
|                                     | Петра Кулихова                      | 13 октября 1984 (27 лет)            | 1,98 м                              | Гуд Энджелс                         |                                     |                                     |                                     |                                     |
|                                     | Тереза Пецкова                      | 10 июля 1987 (25 лет)               | 1,89 м                              | Фриско Сика                         |                                     |                                     |                                     |                                     |
|                                     | Катержина Эльготова                 | 14 октября 1989 (25 лет)            | 1,80 м                              | УСК Прага                           |                                     |                                     |                                     |                                     |
| Главный тренер: Любор Блажек        |                                     |                                     |                                     |                                     |                                     |                                     |                                     |                                     |

Результаты
Группа A
| Место | Команда  | В | П | МЗ | МП | МР | Очки |
| ----- | -------- | - | - | -- | -- | -- | ---- |
| 1     | Ангола   | 0 | 0 | 0  | 0  | 0  | 0    |
| 2     | Китай    | 0 | 0 | 0  | 0  | 0  | 0    |
| 3     | США      | 0 | 0 | 0  | 0  | 0  | 0    |
| 4     | Турция   | 0 | 0 | 0  | 0  | 0  | 0    |
| 5     | Хорватия | 0 | 0 | 0  | 0  | 0  | 0    |
| 6     | Чехия    | 0 | 0 | 0  | 0  | 0  | 0    |

| 28 июля 2012 09:00(UTC+1) |  | Китай | ' | Чехия | Баскетбол арена |

| 30 июля 2012 11:15 (UTC+1) |  | Чехия | ' | Турция | Баскетбол арена |

| 1 августа 2012 20:00(UTC+1) |  | Хорватия | ' | Чехия | Баскетбол арена |

| 3 августа 2012 22:15 (UTC+1) |  | Чехия | ' | США | Баскетбол арена |

| 5 августа 2012 11:15(UTC+1) |  | Ангола | ' | Чехия | Баскетбол арена |

### Борьба
Мужчины
Греко-римская борьба
| Соревнование | Спортсмен | Первый раунд       | Второй раунд       | Четвертьфинал      | Полуфинал          | Финал              |
| Соревнование | Спортсмен | Соперник Результат | Соперник Результат | Соперник Результат | Соперник Результат | Соперник Результат |
| ------------ | --------- | ------------------ | ------------------ | ------------------ | ------------------ | ------------------ |
| до 96 кг     |           |                    |                    |                    |                    |                    |

### Велоспорт
Спортсменов — 2

#### Шоссейный велоспорт
Мужчины
| Соревнование    | Спортсмены | Время | Место |
| --------------- | ---------- | ----- | ----- |
| групповая гонка |            |       |       |
|                 |            |       |       |

#### Трековый велоспорт
Мужчины
| Соревнование | Спортсмены | Квалификация | Квалификация | Первый раунд   | Второй раунд   | 1\4 финала     | 1\2 финала     | Финал Матч за 3-е место | Место |
| Соревнование | Спортсмены | Время        | Место        | Соперник Время | Соперник Время | Соперник Время | Соперник Время | Соперник Время Очки     | Место |
| ------------ | ---------- | ------------ | ------------ | -------------- | -------------- | -------------- | -------------- | ----------------------- | ----- |
| Спринт       |            |              |              |                |                |                |                |                         |       |
| Перезаезд    |            |              |              |                |                |                |                |                         |       |
| Кейрин       |            |              |              |                |                |                |                |                         |       |
| Перезаезд    |            |              |              |                |                |                |                |                         |       |

#### Маунтинбайк
Мужчины
| Соревнование | Спортсмены | Результат | Отставание | Место |
| ------------ | ---------- | --------- | ---------- | ----- |
| Кросс-кантри |            |           |            |       |
|              |            |           |            |       |
|              |            |           |            |       |

Женщины
| Соревнование | Спортсмены | Результат | Отставание | Место |
| ------------ | ---------- | --------- | ---------- | ----- |
| Кросс-кантри |            |           |            |       |

#### BMX
Мужчины
| Соревнование | Спортсмены | Квалификация | Квалификация | Квалификация | 1\4 финала    | 1\4 финала    | 1\4 финала    | 1\4 финала | 1\4 финала | 1\2 финала    | 1\2 финала    | 1\2 финала    | 1\2 финала | 1\2 финала | Финал         | Финал         | Финал         | Финал | Место |
| Соревнование | Спортсмены | 1 попытка    | 2 попытка    | место        | 1 гонка Место | 2 гонка Место | 3 гонка Место | Всего      | Место      | 1 гонка Место | 2 гонка Место | 3 гонка Место | Всего      | Место      | 1 гонка Место | 2 гонка Место | 3 гонка Место | Всего | Место |
| ------------ | ---------- | ------------ | ------------ | ------------ | ------------- | ------------- | ------------- | ---------- | ---------- | ------------- | ------------- | ------------- | ---------- | ---------- | ------------- | ------------- | ------------- | ----- | ----- |
| BMX          |            |              |              |              |               |               |               |            |            |               |               |               |            |            |               |               |               |       |       |
|              |            |              |              |              |               |               |               |            |            |               |               |               |            |            |               |               |               |       |       |

### Водные виды спорта

#### Плавание
Спортсменов —
В следующий раунд на каждой дистанции проходят лучшие спортсмены по времени, независимо от места занятого в своём заплыве.
Женщины
| Соревнование   | Спортсмен        | Предварительные заплывы | Предварительные заплывы | Полуфиналы | Полуфиналы | Финал     | Финал |
| Соревнование   | Спортсмен        | Результат               | Место                   | Результат  | Место      | Результат | Место |
| -------------- | ---------------- | ----------------------- | ----------------------- | ---------- | ---------- | --------- | ----- |
| 100 м на спине | Симона Баумртова |                         |                         |            |            |           |       |
| 200 м на спине | Симона Баумртова |                         |                         |            |            |           |       |
| 100 м брасс    | Петра Хоцова     |                         |                         |            |            |           |       |
| 400 м комплекс | Барбора Завадова |                         |                         |            |            |           |       |

Открытая вода
| Соревнование  | Спортсмены   | Результат | Отставание | Место |
| ------------- | ------------ | --------- | ---------- | ----- |
| 10 километров | Яна Пеханова |           |            |       |

#### Синхронное плавание
| Соревнование | Спортсменки | Техническая программа | Техническая программа | Произвольная программа (предварительная) | Произвольная программа (предварительная) | Произвольная программа (предварительная) | Произвольная программа (предварительная) | Произвольная программа (Финал) | Произвольная программа (Финал) | Произвольная программа (Финал) | Произвольная программа (Финал) |
| Соревнование | Спортсменки | Очков                 | Место                 | Очков                                    | Место                                    | Всего очков                              | Место                                    | Очков                          | Место                          | Всего очков                    | Место                          |
| ------------ | ----------- | --------------------- | --------------------- | ---------------------------------------- | ---------------------------------------- | ---------------------------------------- | ---------------------------------------- | ------------------------------ | ------------------------------ | ------------------------------ | ------------------------------ |
| Дуэты        |             |                       |                       |                                          |                                          |                                          |                                          |                                |                                |                                |                                |

### Волейбол

#### Пляжный волейбол
Мужчины
| Спортсмены                 | Групповой этап | Групповой этап | Групповой этап | Место | 1/8 финала     | Четвертьфиналы | Полуфиналы     | Финал          | Финал |
| Спортсмены                 | Соперники Счёт | Соперники Счёт | Соперники Счёт | Место | Соперники Счёт | Соперники Счёт | Соперники Счёт | Соперники Счёт | Место |
| -------------------------- | -------------- | -------------- | -------------- | ----- | -------------- | -------------- | -------------- | -------------- | ----- |
| Петр Бенеш Пржемысл Кубала |                |                |                |       |                |                |                |                |       |

Женщины
| Спортсмены                        | Групповой этап | Групповой этап | Групповой этап | Место | 1/8 финала     | Четвертьфиналы | Полуфиналы     | Финал          | Финал |
| Спортсмены                        | Соперники Счёт | Соперники Счёт | Соперники Счёт | Место | Соперники Счёт | Соперники Счёт | Соперники Счёт | Соперники Счёт | Место |
| --------------------------------- | -------------- | -------------- | -------------- | ----- | -------------- | -------------- | -------------- | -------------- | ----- |
| Маркета Слукова Кристина Колоцова |                |                |                |       |                |                |                |                |       |

### Гимнастика
Спортсменов —

#### Спортивная гимнастика
Мужчины
| Соревнование          | Спортсмен | Вольные упражнения | Вольные упражнения | Опорный прыжок | Опорный прыжок | Брусья | Брусья | Перекладина | Перекладина | Кольца | Кольца | Конь | Конь  | Абсолютное первенство | Абсолютное первенство |
| Соревнование          | Спортсмен | Очки               | Место              | Очки           | Место          | Очки   | Место  | Очки        | Место       | Очки   | Место  | Очки | Место | Очки                  | Место                 |
| --------------------- | --------- | ------------------ | ------------------ | -------------- | -------------- | ------ | ------ | ----------- | ----------- | ------ | ------ | ---- | ----- | --------------------- | --------------------- |
| абсолютное первенство |           |                    |                    |                |                |        |        |             |             |        |        |      |       |                       |                       |

Женщины
| Соревнование          | Спортсмен | Вольные упражнения | Вольные упражнения | Бревно | Бревно | Брусья | Брусья | Опорный прыжок | Опорный прыжок | Абсолютное первенство | Абсолютное первенство |
| Соревнование          | Спортсмен | Очки               | Место              | Очки   | Место  | Очки   | Место  | Очки           | Место          | Очки                  | Место                 |
| --------------------- | --------- | ------------------ | ------------------ | ------ | ------ | ------ | ------ | -------------- | -------------- | --------------------- | --------------------- |
| абсолютное первенство |           |                    |                    |        |        |        |        |                |                |                       |                       |

#### Прыжки на батуте
Женщины
| Соревнование      | Спортсмены      | Квалификация | Квалификация | Финал | Финал |
| Соревнование      | Спортсмены      | Очки         | Место        | Очки  | Место |
| ----------------- | --------------- | ------------ | ------------ | ----- | ----- |
| личное первенство | Зита Фридрихова |              |              |       |       |

### Гребля на байдарках и каноэ
Спортсменов —

#### Гребля на гладкой воде
Мужчины
| Соревнование | Спортсмены | Предварительный этап | Предварительный этап | Полуфиналы | Полуфиналы | Финал | Финал |
| Соревнование | Спортсмены | Время                | Место                | Время      | Место      | Время | Место |
| ------------ | ---------- | -------------------- | -------------------- | ---------- | ---------- | ----- | ----- |
| Б-4, 1000 м  |            |                      |                      |            |            |       |       |
| К-2, 1000 м  |            |                      |                      |            |            |       |       |

#### Гребной слалом
Мужчины
| Соревнование | Спортсмены     | Предварительный этап | Предварительный этап | Предварительный этап | Предварительный этап | Предварительный этап | Предварительный этап | Предварительный этап | Полуфинал | Полуфинал | Полуфинал | Полуфинал | Финал  | Финал | Финал  | Финал |
| Соревнование | Спортсмены     | 1 попытка            | 1 попытка            | 1 попытка            | 2 попытка            | 2 попытка            | 2 попытка            | Место                | Полуфинал | Полуфинал | Полуфинал | Полуфинал | Финал  | Финал | Финал  | Финал |
| Соревнование | Спортсмены     | Время                | Штраф                | Итог                 | Время                | Штраф                | Итог                 | Место                | Время     | Штраф     | Итог      | Место     | Время  | Штраф | Итог   | Место |
| ------------ | -------------- | -------------------- | -------------------- | -------------------- | -------------------- | -------------------- | -------------------- | -------------------- | --------- | --------- | --------- | --------- | ------ | ----- | ------ | ----- |
| Б-1          |                |                      |                      |                      |                      |                      |                      |                      |           |           |           |           |        |       |        |       |
| К-1          | Станислав Ежек | 92,09                | 2                    | 94,09                | 102,82               | 104                  | 206,82               | 9                    | 100,37    | 4         | 104,37    | 7         | 103,73 | 2     | 105,73 | 5     |
| К-2          |                |                      |                      |                      |                      |                      |                      |                      |           |           |           |           |        |       |        |       |

Женщины
| Соревнование | Спортсмены | Предварительный этап | Предварительный этап | Предварительный этап | Предварительный этап | Предварительный этап | Предварительный этап | Предварительный этап | Полуфинал | Полуфинал | Полуфинал | Полуфинал | Финал | Финал | Финал | Финал |
| Соревнование | Спортсмены | 1 попытка            | 1 попытка            | 1 попытка            | 2 попытка            | 2 попытка            | 2 попытка            | Место                | Полуфинал | Полуфинал | Полуфинал | Полуфинал | Финал | Финал | Финал | Финал |
| Соревнование | Спортсмены | Время                | Штраф                | Итог                 | Время                | Штраф                | Итог                 | Место                | Время     | Штраф     | Итог      | Место     | Время | Штраф | Итог  | Место |
| ------------ | ---------- | -------------------- | -------------------- | -------------------- | -------------------- | -------------------- | -------------------- | -------------------- | --------- | --------- | --------- | --------- | ----- | ----- | ----- | ----- |
| Б-1          |            |                      |                      |                      |                      |                      |                      |                      |           |           |           |           |       |       |       |       |

### Дзюдо
Спортсменов — 3
Мужчины
| Соревнование | Спортсмен     | Предварительный раунд | 1/32               | 1/16               | Четвертьфиналы     | Полуфиналы         | Финал              | Первый утешительный раунд | Утешительный четвертьфинал | Утешительный полуфинал | За 3 место Финал   |
| Соревнование | Спортсмен     | Соперник Результат    | Соперник Результат | Соперник Результат | Соперник Результат | Соперник Результат | Соперник Результат | Соперник Результат        | Соперник Результат         | Соперник Результат     | Соперник Результат |
| ------------ | ------------- | --------------------- | ------------------ | ------------------ | ------------------ | ------------------ | ------------------ | ------------------------- | -------------------------- | ---------------------- | ------------------ |
| до 73 кг     | Яромир Ежек   |                       |                    |                    |                    |                    |                    |                           |                            |                        |                    |
| до 81 кг     | Яромир Мусил  |                       |                    |                    |                    |                    |                    |                           |                            |                        |                    |
| до 100 кг    | Лукаш Крпалек |                       |                    |                    |                    |                    |                    |                           |                            |                        |                    |

### Лёгкая атлетика
Спортсменов —
Мужчины
| Дисциплина      | Спортсмен | Предварительный раунд | Предварительный раунд | Четвертьфиналы | Четвертьфиналы | Полуфиналы | Полуфиналы | Финал     | Финал |
| Дисциплина      | Спортсмен | Результат             | Место                 | Результат      | Место          | Результат  | Место      | Результат | Место |
| --------------- | --------- | --------------------- | --------------------- | -------------- | -------------- | ---------- | ---------- | --------- | ----- |
| 200 м           |           |                       |                       |                |                |            |            |           |       |
| 800 м           |           |                       |                       |                |                |            |            |           |       |
| прыжки в высоту |           |                       |                       |                |                |            |            |           |       |
| прыжки с шестом |           |                       |                       |                |                |            |            |           |       |
| толкание ядра   |           |                       |                       |                |                |            |            |           |       |
| метание диска   |           |                       |                       |                |                |            |            |           |       |
| метание копья   |           |                       |                       |                |                |            |            |           |       |
|                 |           |                       |                       |                |                |            |            |           |       |
|                 |           |                       |                       |                |                |            |            |           |       |
| метание молота  |           |                       |                       |                |                |            |            |           |       |
| десятиборье     |           |                       |                       |                |                |            |            |           |       |

Женщины
| Дисциплина      | Спортсмен | Предварительный раунд | Предварительный раунд | Четвертьфиналы | Четвертьфиналы | Полуфиналы | Полуфиналы | Финал     | Финал |
| Дисциплина      | Спортсмен | Результат             | Место                 | Результат      | Место          | Результат  | Место      | Результат | Место |
| --------------- | --------- | --------------------- | --------------------- | -------------- | -------------- | ---------- | ---------- | --------- | ----- |
| 200 м           |           |                       |                       |                |                |            |            |           |       |
| 400 м           |           |                       |                       |                |                |            |            |           |       |
| 800 м           |           |                       |                       |                |                |            |            |           |       |
| 1 500 м         |           |                       |                       |                |                |            |            |           |       |
| 100 м с/б       |           |                       |                       |                |                |            |            |           |       |
| 400 м с/б       |           |                       |                       |                |                |            |            |           |       |
| 3 000 м с/п     |           |                       |                       |                |                |            |            |           |       |
| ходьба на 20 км |           |                       |                       |                |                |            |            |           |       |
| прыжки с шестом |           |                       |                       |                |                |            |            |           |       |
| метание диска   |           |                       |                       |                |                |            |            |           |       |
| метание копья   |           |                       |                       |                |                |            |            |           |       |
|                 |           |                       |                       |                |                |            |            |           |       |
| метание молота  |           |                       |                       |                |                |            |            |           |       |
| семиборье       |           |                       |                       |                |                |            |            |           |       |

### Настольный теннис
Женщины
Одиночный разряд
| Соревнование     | Спортсмены        | Предварительный раунд | Первый раунд       | Второй раунд       | Третий раунд       | Четвёртый раунд    | Четвертьфинал      | Полуфинал          | Финал              |
| Соревнование     | Спортсмены        | Соперник Результат    | Соперник Результат | Соперник Результат | Соперник Результат | Соперник Результат | Соперник Результат | Соперник Результат | Соперник Результат |
| ---------------- | ----------------- | --------------------- | ------------------ | ------------------ | ------------------ | ------------------ | ------------------ | ------------------ | ------------------ |
| Одиночный разряд | Ивета Ваценовская |                       |                    |                    |                    |                    |                    |                    |                    |
| Одиночный разряд | Дана Гадачова     |                       |                    |                    |                    |                    |                    |                    |                    |

### Парусный спорт
Спортсменов — 4
Соревнования по парусному спорту в каждом из классов состояли из 10 гонок, за исключением класса 49er, где проводилось 15 заездов. В каждой гонке спортсмены стартовали одновременно. Победителем каждой из гонок становился экипаж, первым пересекший финишную черту. Количество очков, идущих в общий зачёт, соответствовало занятому командой месту. 10 лучших экипажей по результатам 10 гонок попадали в медальную гонку, результаты которой также шли в общий зачёт. В случае если участник соревнований не смог завершить гонку ему начислялось количество очков, равное количеству участников плюс один. При итоговом подсчёте очков не учитывался худший результат, показанный экипажем в одной из гонок. Сборная, набравшая наименьшее количество очков, становится олимпийским чемпионом.
Мужчины
| Класс | Спортсмены     | Гонка | Гонка | Гонка | Гонка | Гонка | Гонка | Гонка | Гонка | Гонка | Гонка | Гонка         | Очки | Место |
| Класс | Спортсмены     | 1     | 2     | 3     | 4     | 5     | 6     | 7     | 8     | 9     | 10    | M             | Очки | Место |
| ----- | -------------- | ----- | ----- | ----- | ----- | ----- | ----- | ----- | ----- | ----- | ----- | ------------- | ---- | ----- |
| RS:X  | Карел Лавицкий | 30    | 29    | 32    | 34    | BFD   | 34    | 36    | 31    | DNF   | 31    | Не участвовал | 296  | 36    |
| Лазер |                |       |       |       |       |       |       |       |       |       |       |               |      |       |
| Финн  |                |       |       |       |       |       |       |       |       |       |       |               |      |       |

Женщины
| Класс        | Спортсмены | Гонка | Гонка | Гонка | Гонка | Гонка | Гонка | Гонка | Гонка | Гонка | Гонка | Гонка | Очки | Место |
| Класс        | Спортсмены | 1     | 2     | 3     | 4     | 5     | 6     | 7     | 8     | 9     | 10    | M     | Очки | Место |
| ------------ | ---------- | ----- | ----- | ----- | ----- | ----- | ----- | ----- | ----- | ----- | ----- | ----- | ---- | ----- |
| Лазер Радиал |            |       |       |       |       |       |       |       |       |       |       |       |      |       |

Использованы следующие сокращения:
- M — медальная гонка
- BFD — нарушение правила 30.3. «Черный флаг»
- DNF — Did not finish (не финишировал)

### Современное пятиборье
Спортсменов — 3
Современное пятиборье включает в себя: стрельбу, плавание, фехтование, верховую езду и бег. Впервые в истории соревнования по современному пятиборью проводились в новом формате. Бег и стрельба были объединены в один вид — комбайн. В комбайне спортсмены стартовали с гандикапом, набранным за предыдущие три дисциплины (4 очка = 1 секунда). Олимпийским чемпионом становится спортсмен, который пересекает финишную линию первым.
Мужчины
| Соревнование              | Спортсмены      | Фехтование | Фехтование | Фехтование | Плавание | Плавание | Плавание | Верховая езда | Верховая езда | Верховая езда | Комбайн  | Комбайн | Комбайн | Всего     | Всего |
| Соревнование              | Спортсмены      | Побед      | Очки       | Место      | Время    | Очки     | Место    | Штраф         | Очки          | Место         | Время    | Очки    | Место   | Результат | Место |
| ------------------------- | --------------- | ---------- | ---------- | ---------- | -------- | -------- | -------- | ------------- | ------------- | ------------- | -------- | ------- | ------- | --------- | ----- |
| Индивидуальное первенство | Давид Свобода   | 26         | 1024       | 1          | 2:04,84  | 1304     | 17       | 68            | 1132          | 16            | 10:33,02 | 2468    | 6       | 5928 (OR) | 1     |
| Индивидуальное первенство | Ондржей Поливка | 12         | 688        | 34         | 2:02,71  | 1328     | 10       | 64            | 1136          | 15            | 10:25,99 | 2500    | 4       | 5652      | 15    |

Женщины
| Соревнование      | Спортсмены     | Фехтование | Фехтование | Фехтование | Плавание  | Плавание | Плавание | Верховая езда | Верховая езда | Верховая езда | Комбайн   | Комбайн | Комбайн | Всего     | Всего |
| Соревнование      | Спортсмены     | Уколы      | Очки       | Место      | Результат | Очки     | Место    | Результат     | Очки          | Место         | Результат | Очки    | Место   | Результат | Место |
| ----------------- | -------------- | ---------- | ---------- | ---------- | --------- | -------- | -------- | ------------- | ------------- | ------------- | --------- | ------- | ------- | --------- | ----- |
| личное первенство | Натали Дианова |            |            |            |           |          |          |               |               |               |           |         |         |           |       |

### Стрельба
Спортсменов — 10
По итогам квалификации 6 или 8 лучших спортсменов (в зависимости от дисциплины), набравшие наибольшее количество очков, проходили в финал. Победителем соревнований становился стрелок, набравший наибольшую сумму очков по итогам квалификации и финала. В пулевой стрельбе в финале количество очков за попадание в каждой из попыток измерялось с точностью до десятой.
Мужчины
| Соревнование                          | Спортсмены   | Квалификация | Квалификация | Финал                | Всего                | Всего                |
| Соревнование                          | Спортсмены   | Результат    | Место        | Финал                | Результат            | Место                |
| ------------------------------------- | ------------ | ------------ | ------------ | -------------------- | -------------------- | -------------------- |
| Пневматическая винтовка, 10 метров    |              |              |              |                      |                      |                      |
| Винтовка из трёх положений, 50 метров | Вацлав Гаман | 1153         | 34           | Завершил выступление | Завершил выступление | Завершил выступление |
| Скоростной пистолет, 25 метров        |              |              |              |                      |                      |                      |
|                                       |              |              |              |                      |                      |                      |
| Трап                                  |              |              |              |                      |                      |                      |
|                                       |              |              |              |                      |                      |                      |
| Скит                                  |              |              |              |                      |                      |                      |
|                                       |              |              |              |                      |                      |                      |

Женщины
| Соревнование                       | Спортсмены | Квалификация | Квалификация | Финал | Всего     | Всего |
| Соревнование                       | Спортсмены | Результат    | Место        | Финал | Результат | Место |
| ---------------------------------- | ---------- | ------------ | ------------ | ----- | --------- | ----- |
| Пневматическая винтовка, 10 метров |            |              |              |       |           |       |
|                                    |            |              |              |       |           |       |
| Пневматический пистолет, 10 метров |            |              |              |       |           |       |

### Триатлон
Спортсменов — 4
Мужчины
| Соревнование              | Спортсмен | Плавание | Велоспорт | Бег | Итоговое время | Место | Отставание |
| ------------------------- | --------- | -------- | --------- | --- | -------------- | ----- | ---------- |
| Индивидуальное первенство |           |          |           |     |                |       |            |
|                           |           |          |           |     |                |       |            |

Женщины
| Соревнование              | Спортсменка | Плавание | Велоспорт | Бег | Итоговое время | Место | Отставание |
| ------------------------- | ----------- | -------- | --------- | --- | -------------- | ----- | ---------- |
| Индивидуальное первенство |             |          |           |     |                |       |            |
|                           |             |          |           |     |                |       |            |

### Тяжёлая атлетика
Спортсменов — 1
Мужчины
| Категория | Спортсмен | Вес | Рывок | Рывок | Рывок | Толчок | Толчок | Толчок | Всего | Место |
| Категория | Спортсмен | Вес | 1     | 2     | 3     | 1      | 2      | 3      | Всего | Место |
| --------- | --------- | --- | ----- | ----- | ----- | ------ | ------ | ------ | ----- | ----- |
|           |           |     |       |       |       |        |        |        |       |       |